# Anapisa parachoria
Anapisa parachoria är en fjärilsart som beskrevs av Holland 1893. Anapisa parachoria ingår i släktet Anapisa och familjen björnspinnare. Inga underarter finns listade i Catalogue of Life.